# 徐紹熙
徐紹熙（?—?），安徽省池州府石埭縣人，清朝政治人物、進士出身。
光緒二十九年（1903年），参加光緒癸卯科殿試，登進士二甲第113名。同年閏五月，以主事分部学习。